# Владимир Драгутиновић
Владимир Драгутиновић (Београд, 20. јун 1967) је бивши српски кошаркаш. Играо је на позицији плејмејкера.

## Каријера
Драгутиновић је прошао млађе категорије Партизана а касније је играо за први тим. Био је члан тима који је освојио европску титулу 1992. Играо је још на овим просторима за ИМТ, Боровицу, Будућност, Хемофарм и београдски Раднички. Провео је и неколико сезона у иностранству наступајући у Бугарској, Македонији и Турској.
Након завршетка играчке каријере радио је као кошаркашки агент, а једно време је био и помоћни тренер у Хемофарму.

## Трофеји
- Партизан :
  - Евролига (1) : 1991/92.
  - Првенство Југославије (2) : 1986/87, 1991/92.
  - Куп Југославије (1) : 1992.
- Будућност :
  - Куп СР Југославије (1) : 1998